# Тихоокеанский голубой тунец
Тихоокеанский голубой тунец (лат. Thunnus orientalis) — вид рода тунцов семейства скумбриевых. Это второй по величине после обыкновенного тунца представитель своего рода, максимальная зарегистрированная длина составляет 3 м, а масса 450 кг. Тихоокеанские синие тунцы обитают в субтропических, реже в тёплых умеренных и тропических водах Тихого океана между 52° с. ш. и 50° ю. ш. и между 112° в. д. и 77° з. д. Эти стайные пелагические рыбы встречаются как в прибрежных водах, так и в открытом океане на глубине до 550 м. Обычно держатся в приповерхностных водах. Совершают сезонные миграции, перемещаясь в основном вдоль берегов. Близкородственны обыкновенным и австралийским тунцам. Рацион состоит из мелких пелагических рыб и головоногих моллюсков. Размножение путём икрометания. Ценный промысловый вид. Из-за перелова получил охранный статус «Близкий к уязвимому положению». Тунцов промышляют ярусами, кошельковыми неводами и различной крючковой снастью. Они являются популярным объектом спортивной рыбной ловли. По оценкам численность популяции сократилась до 4 % от уровня, существовавшего до начала коммерческого промысла в середине XX века.

## Таксономия
Вид впервые был научно описан в 1844 году как Thynnus orientalis. Наиболее близкородственными видами являются обыкновенный тунец и австралийский тунец. Ранее тихоокеанский голубой тунец и обыкновенный тунец считались подвидами, на основании молекулярных и морфологических исследований в 1999 году они были признаны самостоятельными видами. Видовое название происходит от лат. oriens — «восток».

## Ареал
Тихоокеанский голубой тунец обитает в основном в северной части Тихого океана от Восточной Азии до побережья Северной Америки. Они попадаются в водах Австралии, Гуама, Канады, Китая, Кореи, Мексики, Папуа — Новая Гвинея, Тайваня, США, Эквадора и Японии. К берегам России (Приморье, юг Сахалина) подходят в основном в летние месяцы. Эти пелагические рыбы чаще встречаются в умеренных прибрежных водах и обычно не опускаются глубже 200 м, хотя есть данные об их пребывании на глубине 550 м.
Тихоокеанские голубые тунцы нерестятся в северо-западной части Филиппинского моря (у берегов Хонсю, Окинавы и Тайваня) и в Японском море. Часть единой популяции мигрирует в восточную часть Тихого океана и возвращается в зону нереста спустя несколько лет. Иногда они приплывают в Южное полушарие к берегам Австралии, Новой Зеландии, Французской Полинезии и в залив Папуа.

## Описание
Самый крупный когда-либо пойманный экземпляр имел длину 3 м, а самый тяжёлый весил 450 кг.
У тихоокеанских голубых тунцов удлинённое веретенообразное тело, сильно сужающееся к хвостовому стеблю. Высота тела в 3,2—4,3 раз меньше длины. Длина головы в 3,2—3,5 раз меньше длины тела. Грудные плавники в 4,8—6 раз меньше длины тела. Туловище имеет почти круглое поперечное сечение. Голова большая, коническая, глаза маленькие, рот крупный с одним рядом маленьких заострённых зубов на каждой челюсти. Два спинных плавника расположены близко друг к другу. Первый спинной плавник длинный, с вогнутым краем, может сложиться в канавку пролегающую вдоль спины. Второй спинной плавник короче, серповидной формой схож с анальным плавником. Боковая линия волнообразно изогнута. Брюшные плавники маленькие, заостренные. Между вторым спинным и хвостовым плавниками расположено 8—10 маленьких дополнительных плавничков. В анальном плавнике 13—16 мягких лучей. Между анальным и хвостовым плавниками расположено 7—9 дополнительных плавничков. У особей длиной свыше 2 м спинные и анальный плавники удлинены. Хвостовой стебель удлинённый, с тремя стабилизирующими горизонтальными килями с каждой стороны: крупный средний и два небольших по обе стороны от него. У взрослых рыб глаза мелкие. Задний край верхнечелюстной кости заходит за вертикаль переднего края глаза. Мясистые выросты внешней части обонятельной капсулы неразвиты. Складки слизистой не имеют выемок по краю и хорошо выражены. Окраска характерная для пелагических рыб: дорсальная поверхность тела тёмно-синяя, верхняя часть боков зеленоватая, иногда с поперечными рядами бледных пятен, вентральная сторона светлая. Первый спинной плавник жёлтый или голубой, второй спинной и анальный плавники коричневые. Дополнительные плавнички жёлтые с тёмными краями. Нижняя поверхность печени радиально исчерчена. Имеется плавательный пузырь. Грудные плавники маленькие и заострённые, не достигают промежутка между спинными плавниками. У молоди бока покрывают более 10 поперечных тёмных полос. Позвонков 18+21=39. В передней части тела кожа покрыта чешуёй, которая вдоль боковой линии сильно увеличена и образует панцирь.

## Биология
Тихоокеанские голубые тунцы — стайные пелагические рыбы, совершающие длительные миграции. Иногда они образуют косяки с близких по размеру тунцами других видов — длиннопёрыми, желтопёрыми, большеглазыми, полосатыми и т. д. Рацион разнообразен и зависит от кормовой базы в районах откорма. Его основу составляют стайные пелагические рыбы, обитающие у поверхности воды (сардина, скумбрия, анчоус, шпрот, сельдь) и головоногие моллюски. Иногда они поедают крабов.

### Особенности физиологии
Тихоокеанские голубые тунцы находятся в постоянном движении. При остановке у них затрудняется дыхание, поскольку жаберные крышки открываются в соответствии с поперечными движениями тела влево и вправо. Вода через открытый рот проходит в жаберную полость только на движении. Тунцы способны на короткое время развивать скорость до 20—30 километров в час. У этих пловцов (как и у скумбрий, пеламид, меч-рыбы, марлинов) главную локомоторную функцию выполняет хвостовой плавник, а короткое обтекаемое тело остаётся почти неподвижным.
Как и прочие представители рода тихоокеанские голубые тунцы способны за счёт эндотермии поддерживать повышенную относительно окружающей среды температуру тела. Эффект обеспечивается комплексом подкожных кровеносных сосудов под названием лат. Rete mirabile — «чудесная сеть». Это плотное переплетение вен и артерий, которое пролегает по бокам туловища рыбы и снабжает кровью боковую мускулатуру и прилегающие к позвоночнику красные мышцы. Оно позволяет удерживать тепло, подогревая холодную артериальную кровь за счёт венозной, разогретой работой мышц крови. Таким образом обеспечивается более высокая температура мускулатуры, мозга, внутренних органов и глаз, что даёт возможность тунцам плыть с высокой скоростью, снижает расход энергии и позволяет им выживать в более широком диапазоне условий окружающей среды по сравнению с прочими рыбами. В моменты наибольшего расхода энергии температура тела тунцов может на 9—10 °C превышать температуру окружающей воды.
Тунцов отличает высокая кислородная ёмкость крови: содержание гемоглобина в крови этих рыб доходит до 21 г%, тогда как у пеламид, которые тоже являются прекрасными пловцами, его концентрация не более 14 г%. У большинства рыб мясо белое, а у тунцов мышечные ткани окрашены в разные тона красного цвета от бледно-розового до тёмно-красного. Такой цвет миотомальным мускулам придаёт кислородосвязывающий белок миоглобин, который содержится в мясе тунцов в гораздо большем количестве по сравнению с мясом других рыб. Богатая кислородом кровь обеспечивает мускулы дополнительной энергией. Подобная система кровеносных сосудов, вероятно, увеличивает упругость тела за счёт наполнения кровью приповерхностных тканей, что позволяет рыбе совершать частые колебательные движения хвостом. Аналогичный механизм обнаружен у китообразных.

### Размножение
Тихоокеанские голубые тунцы размножаются икрометанием. Плодовитость зависит от размера самки и колеблется от 5 млн до 25 млн икринок. Сезон нереста длится с апреля по август, однако точное время зависит от конкретного региона. В северо-западной части Филиппинского моря тунцы нерестятся раньше, а в Японском море — позже.
Тунцы становятся половозрелыми в возрасте пяти лет. Длительность поколения оценивается в 7—9 лет, а продолжительность жизни согласно двум независимым источникам в 15 и 26 лет. Длина половозрелых рыб в среднем составляет 1,5 м, а масса 60 кг. Двухметровые тихоокеанские голубые тунцы не считаются редкостью.

## Взаимодействие с человеком
Мясо тихоокеанских голубых тунцов является деликатесом. Считается лучшим сырьём для суши и сашими помимо мяса обыкновенного тунца. Сырое мясо тёмно-красного цвета, после термической обработки белеет или приобретает цвет слоновой кости. Текстура плотная, по внешнему виду напоминает говядину. Прекрасный источник белка (содержание 23,3 г на 100 г), тиамина, селена, витамина B6 и омега-3-ненасыщенных жирных кислот. Калорийность 144 кКал. В мясе этих рыб, как и в мясе прочих тунцов может накапливаться ртуть и гистамин.

### Промысловое значение
Тунцы издавна были и остаются важным промысловым объектом. Ценятся рыболовами-любителями. Максимальная зарегистрированная масса трофейной рыбы составляет 411,6 кг. Тунцов промышляют ярусами (11 %), кошельковыми неводами (61 %) и крючковыми орудиями лова (11 %). Охлаждённые и замороженные туши используют в ресторанном бизнесе и производстве полуфабрикатов. Основной объём вылова приходится на долю Японии, за ней следует Мексика, США и Корея. Промысел в Южном полушарии невелик и нерегулярен. В 2000—2004 годах ежегодно добывали по 16—29 тыс. т этой рыбы ежегодно.
Промысел тихоокеанского голубого тунца находится под контролем Рыболовной комиссии Центральной и Западной части Тихого океана и Межамериканской комиссии по тропическим тунцам в Восточной части Тихого океана.

### Меры по сохранению вида
В отличие от обыкновенного и австралийского тунца, численность которых существенно сократилась ещё в 70-е годы XX века, охранный статус тихоокеанского голубого тунца до 2011 года не вызывал опасений, однако к 2014 году вид оказался под угрозой и Международный союз охраны природы (МСОП) присвоил ему статус «Уязвимый». В 2021 году МСОП переместил вид в категорию «Близких к уязвимому положению». Было подсчитано, что в 2010 году объём нерестовой биомассы составлял 40—60 % от объёма начала исторического учёта. В 2013—2014 годах из-за перелова численность популяции сократилась на 96 %. 90 % улова составляет молодняк. Гринпис внёс голубого тунца в «Красный список продуктов», от употребления которых рекомендовано воздерживаться, чтобы не усугублять вред, наносимый экосистеме.

#### Аквакультура
Япония является не только крупнейшим потребителем мяса тихоокеанского голубого тунца, эта страна лидирует в области развития аквакультуры данного вида. В 1979 году японским учёным впервые удалось развести тунца в неволе. В 2002 году был совершён полный цикл размножения, а к 2007 году получено уже третье поколение. Выведенных в неволе мальков продают для выращивания на рыбных фермах. Стоимость малька около пятидесяти долларов.